# Invasione giapponese di Taiwan (1895)
L'Invasione giapponese di Taiwan nel 1895 (in giapponese 乙未戦争?) fu un conflitto militare combattuto tra maggio e ottobre 1895 tra l'Impero Giapponese e la Repubblica di Formosa.

## Storia
Al termine della prima guerra sino-giapponese l'imperatore Qing dovette cedere il controllo di Taiwan agli avversari. Tuttavia sull'isola un gruppo di ribelli rifiutarono la sovranità giapponese e proclamarono la propria indipendenza fondando la Repubblica di Formosa.
I giapponesi prepararono la campagna conquistando prima le Isole Pescadores, in modo da impedire alla Cina di fornire supporto ai ribelli taiwanesi, poi si imbarcarono su una flotta di circa dodici navi e sbarcarono sulle coste di Taiwan il 29 maggio 1895. Pochi giorni dopo i giapponesi iniziarono la loro avanzata verso la capitale affrontando e sconfiggendo le forze rivali il 3 giugno a Keelung, Dopo la sconfitta i taiwanesi iniziarono ad ostacolare la marcia dei giapponesi grazie a tattiche di guerriglia e riuscirono a sconfiggere in campo aperto i giapponesi il 2 settembre a Yunlin-Chiayi. Tutto questo però non fu sufficiente e il 20 ottobre il presidente della repubblica Liu Yongfu scappò rifugiandosi in Cina. Il giorno seguente la città di Tainan venne conquistata e l'isola fu annessa all'impero del Giappone. Molti drappelli continuarono la guerriglia per circa un mese, venendo stanati ed eliminati di volta in volta. L'ultimo scontro militare si ebbe il 26 novembre a Changhsing e terminò con la resa dei repubblicani.

## Elenco delle battaglie
- 23-26 marzo: Campagna delle Pescadores (1895) (vittoria giapponese)
- 2-3 giugno: Battaglia di Keelung (vittoria giapponese)
- 11 giugno-2 agosto: Campagna di Hsinchu (vittoria giapponese)
- 27 agosto: Battaglia di Baguashan (vittoria giapponese)
- 1-2 settembre: Battaglia di Yunlin-Chiayi (vittoria taiwanese)
- 9 ottobre: Battaglia di Chiayi (vittoria giapponese)
- 11 ottobre: Battaglia di Chiatung (vittoria giapponese)
- 21 ottobre: Battaglia di Tainan (vittoria giapponese)
- 26 novembre: Battaglia di Changhsing (vittoria giapponese)